# Zygocera pumilia
Zygocera pumilia är en skalbaggsart som beskrevs av Francis Polkinghorne Pascoe 1859. Zygocera pumilia ingår i släktet Zygocera och familjen långhorningar. Inga underarter finns listade i Catalogue of Life.